# Frogger 3D
Frogger 3D (フロッガー3D Furoggā 3D?) är ett datorspel för Nintendo 3DS. Den släpptes i Nordamerika den 20 september 2011, Japan den 22 september 2011 och Europa den 8 november 2011.
Spelaren styr huvudpersonen genom att springa och ducka förbi rörliga hinder och fiender. Några av de platser och miljöer som kan undersökas är hemstaden, New York, kasinot, en militär-ö, fjärran östern och pseudodimensionen. Karaktären kan hoppa upp på och styra större grodor, vilket gör att spelaren kan förstöra flera hinder och tända mörka områden.
Spelet stöder 4-spelare trådlös multiplayer.